# Theobule
Theobule (altgriechisch Θεοβούλη Theoboúlē) ist eine Gestalt der griechischen Mythologie.
Laut Hyginus ist sie Gemahlin des Lykos und Mutter der boiotischen Heerführer Prothoënor und Arkesilaos. Während Prothoënor im Verlauf des Trojanischen Krieges im Kampf mit Polydamas fiel, wurde Arkesilaos von Hektor getötet. 
Die übrige Überlieferung kennt als Vater des Bruderpaares Areïlykos oder Archilykos.
Nach Adolf Bastian war Arkesilaos der Sohn von Theobule und Lykos, während Prothoënor von Theobule und Areïlykos gezeugt wurde.
Hyginus erwähnt noch eine zweite Theobule, die gemeinsam mit Merkur (Hermes) den Myrtilos zeugte.